# بيت مقبل الذيفاني (بني العوام)

تعديل مصدري - تعديل

بيت مقبل الذيفاني هي إحدى قرى عزلة بني الذواد بمديرية بني العوام التابعة لمحافظة حجة، بلغ تعداد سكانها 159 نسمة حسب تعداد اليمن لعام 2004.